# 顏潔齡
顏潔齡，JP（1928年—），籍貫廣東潮陽，中華巴士創辦人顏成坤之長女，中巴監理。1950年畢業於香港大學文學院。

## 中巴
由1968年起出任中巴執行董事。本身職業為執業律師及國際公證人。
作風相當強悍，據知在與運輸署商討延續專營權時，不少運輸署官員也害怕顏潔齡的強悍作風。而中巴工會領袖在回憶工潮談判時，顏潔齡不時以鐵尺敲打水杯來威嚇勞方代表。
1998年8月31日在中巴專營權結束當晚，更阻止曾為中巴公關部高層的關則輝（時為新巴企業傳訊助理總經理）及前中巴行政經理蔡柏榮（時為新巴營運總經理）即時進入已由新世界第一巴士租用的柴灣車廠，予人小器的形象。由於她本身有其他業務，而且也認為公共汽車無利可圖，對中巴業務已不聞不問，也是中巴專營權結束的主因。雖她不能繼承父親的重情義特點，卻繼承了「節儉」美德，有運輸署官員回憶，她最喜愛以隔夜西餅接待來中巴開會的運輸署官員。另其前夫婿為奧地利人Fritz Helmreich（直至2022年10月20日去世止）。
2019年11月，顏潔齡退任中巴董事局主席一職，職務由其弟顏亨利接任。
顏潔齡在1956年9月取得香港律師資格，是香港首位本地华人女性事務律师。其後在1964年7月取得英格蘭及威爾斯律師資格。現為顏潔齡律師事務所的獨營執業者。

## 外部連結
- 香港律師會法律界名錄[]

1. ↑   (PDF).   [2017-01-26]. （原始内容存档 (PDF)于2017-02-02）.
2. ↑  中華汽車（０００２６）主席顏潔齡退任，顏亨利接任，經濟日報，2019-11-11
3. ↑  律人行\司法女神无法踏入的法院\夏有风，大公报，2019-10-15